# Cléon
|  | Per a altres significats, vegeu «Cléon-d'Andran». |

Cléon és un municipi al departament del Sena Marítim (regió de Normandia, França). L'any 2007 tenia 5.701 habitants.

## Demografia

### Població
El 2007 la població de fet de Cléon era de 5.701 persones. Hi havia 2.049 famílies de les quals 516 eren unipersonals (250 homes vivint sols i 266 dones vivint soles), 488 parelles sense fills, 702 parelles amb fills i 343 famílies monoparentals amb fills.
La població ha evolucionat segons el següent gràfic:

### Habitatges
El 2007 hi havia 2.257 habitatges, 2.098 eren l'habitatge principal de la família, 4 eren segones residències i 155 estaven desocupats. 1.015 eren cases i 1.220 eren apartaments. Dels 2.098 habitatges principals, 837 estaven ocupats pels seus propietaris, 1.241 estaven llogats i ocupats pels llogaters i 20 estaven cedits a títol gratuït; 49 tenien una cambra, 147 en tenien dues, 498 en tenien tres, 744 en tenien quatre i 659 en tenien cinc o més. 1.294 habitatges disposaven pel capbaix d'una plaça de pàrquing. A 1.097 habitatges hi havia un automòbil i a 619 n'hi havia dos o més.

### Piràmide de població
La piràmide de població per edats i sexe el 2009 era:
| Homes | Edats   | Dones |
| ----- | ------- | ----- |
| 0     | 95 o +  | 5     |
| 12    | 90 a 94 | 57    |
| 8     | 85 a 89 | 38    |
| 10    | 80 a 84 | 38    |
| 36    | 75 a 79 | 44    |
| 62    | 70 a 74 | 30    |
| 81    | 65 a 69 | 92    |
| 114   | 60 a 64 | 79    |
| 177   | 55 a 59 | 103   |
| 220   | 50 a 54 | 217   |
| 221   | 45 a 49 | 201   |
| 182   | 40 a 44 | 276   |
| 177   | 35 a 39 | 227   |
| 183   | 30 a 34 | 202   |
| 229   | 25 a 29 | 225   |
| 232   | 20 a 24 | 235   |
| 313   | 15 a 19 | 319   |
| 327   | 10 a 14 | 280   |
| 283   | 5 a 9   | 214   |
| 231   | 0 a 4   | 215   |

## Economia
El 2007 la població en edat de treballar era de 3.705 persones, 2.408 eren actives i 1.297 eren inactives. De les 2.408 persones actives 1.936 estaven ocupades (1.024 homes i 912 dones) i 472 estaven aturades (210 homes i 262 dones). De les 1.297 persones inactives 353 estaven jubilades, 441 estaven estudiant i 503 estaven classificades com a «altres inactius».

### Ingressos
El 2009 a Cléon hi havia 2.054 unitats fiscals que integraven 5.640,5 persones, la mediana anual d'ingressos fiscals per persona era de 13.790 €.

### Activitats econòmiques
Dels 121 establiments que hi havia el 2007, 2 eren d'empreses extractives, 1 d'una empresa alimentària, 2 d'empreses de fabricació d'elements pel transport, 7 d'empreses de fabricació d'altres productes industrials, 23 d'empreses de construcció, 32 d'empreses de comerç i reparació d'automòbils, 5 d'empreses de transport, 9 d'empreses d'hostatgeria i restauració, 1 d'una empresa d'informació i comunicació, 4 d'empreses financeres, 2 d'empreses immobiliàries, 14 d'empreses de serveis, 10 d'entitats de l'administració pública i 9 d'empreses classificades com a «altres activitats de serveis».
Dels 31 establiments de servei als particulars que hi havia el 2009, 1 era una comissaria de policia, 1 oficina de correu, 2 oficines bancàries, 3 tallers de reparació d'automòbils i de material agrícola, 2 tallers d'inspecció tècnica de vehicles, 2 paletes, 2 guixaires pintors, 2 fusteries, 1 lampisteria, 5 electricistes, 3 empreses de construcció, 3 perruqueries, 1 agència de treball temporal, 1 restaurant i 2 salons de bellesa.
Dels 9 establiments comercials que hi havia el 2009, 1 era un hipermercat, 1 una botiga de més de 120 m², 2 fleques, 1 una peixateria, 2 botigues de roba, 1 una botiga d'equipament de la llar i 1 una perfumeria.
L'any 2000 a Cléon hi havia 5 explotacions agrícoles.

## Equipaments sanitaris i escolars
El 2009 hi havia 2 farmàcies i 1 ambulància.
El 2009 hi havia 3 escoles maternals i 2 escoles elementals. Cléon disposava d'un col·legi d'educació secundària amb 405 alumnes.

## Poblacions properes
El següent diagrama mostra les poblacions més properes.